# Barbâtre

Barbâtre este o comună în departamentul Vendée, Franța. În 2009 avea o populație de 1,802 de locuitori.